# Krasna (Litwa)
Krasna (lit. Krosna) – miasteczko na Litwie, w okręgu olickim, w rejonie łoździejskim, 10 km na zachód od Simna. Siedziba gminy Krasna. 
Miejscowość położona przy drodze Kalwaria-Olita i przy linii kolejowej łączącej Olitę z Suwałkami w Polsce (stacja kolejowa Krasna). Znajduje się tu poczta, kościół i szkoła. 
Za Królestwa Polskiego istniała wiejska gmina Krasna.
Dekretem prezydenta Republiki Litewskiej miejscowość od 2002 roku posiada własny herb.